# 死前喉鸣
死前喉鸣是濒临死亡的人由于唾液和支气管分泌物等液体积聚在喉咙而发出的聲音。那些垂死的人可能会失去吞咽能力，並且支气管還會产生更多分泌物，从而出現這種現象。通常人們在死亡两三天前，由于唾液积聚在喉咙中，甚至一勺水都很难喝下去，其他人因此可以观察到垂死之人濒临死亡時的症状。